# Asociación de Industriales de Mallorca
La Asociación de Industriales de Mallorca, bekannt als ASIMA, ist ein Verband zur Förderung der Industrie auf der Baleareninsel Mallorca. Die ASIMA wurde 1964 als erster Industrie-Verband mit Sitz in Spanien nach dem Spanischen Bürgerkrieg gegründet.

## Geschichte
Den Anstoß für die Gründung gab die private Initiative des katalanischen Politikers, Unternehmers und Professors am Instituto de Estudios Superiores de la Empresa IESE, Ramón Esteban Fabra (1927–1983).
Gründungsmitglieder 1964 waren Armando Esteban Fabra, Ramón Esteban Fabra von der Textilmaschinenfabrik Bordados Mallorca, Juan Pons vom Transportunternehmen Transportes Pons, Francisco Garí von Metallwerk Industrias metalúrgicas Garí, Bartolomé und Antonio Buades von der Armaturenfabrik Grifería Casa Buades, sowie die Kleinunternehmer Jaime Ramón Fiol, Juan Salvá, Pascual Moragón und Jaime Canudas.
Das Ziel der ASIMA war die Einrichtung von Industriegebieten außerhalb des Stadtzentrums von Palma de Mallorca, um Dienstleistungswesen und Infrastruktur der Inselwirtschaft auszubauen. Es entstanden unter Mitwirkung der ASIMA die ersten Industriegebiete (Poligono) Son Castelló (Nutzfläche; 1.666.461 m²) und Can Valero (mit 257.085 m²) am Stadtrand von Palma.
In diesen beiden Industriegebieten konzentriert sich heute die Hälfte aller Industriebetriebe von Mallorca. Die Arbeitskräfte sind überwiegend in kleinen Betrieben tätig. Rund 80 % der ansässigen Unternehmen beschäftigen weniger als 10 Mitarbeiter, und 1 % mehr als 50 Mitarbeiter. Vier Betriebe haben mehr als 250 Angestellte.
Traditionelle Industriezweige sind Schuhe, Textilien, Baugewerbe, Metall, Maschinenbau, Holz, Nahrung und Transport sowie zahlreiche kleine Zulieferbetriebe.
ASIMA wurde als Non-Profit-Organisation durch das Gesetz 19/1977 vom 1. April 1977, und durch das Königliche Dekret 873/1977 vom 22. April 1977, zugelassen und bestätigt.